# Équipe d'Argentine de football à la Copa América 1987
L'équipe d'Argentine de football participe à sa 30e Copa América lors de l'édition 1987 qui s'est déroulé en Argentine du 27 juin au 12 juillet 1987.

## Résultats

### Premier tour

#### Groupe A
| Classement final |           |     |   |   |   |   |    |    |      |
|                  | Équipe    | Pts | J | G | N | P | BP | BC | Diff |
| 1                | Argentine | 3   | 2 | 1 | 1 | 0 | 4  | 1  | +3   |
| 2                | Pérou     | 2   | 2 | 0 | 2 | 0 | 2  | 2  | 0    |
| 3                | Équateur  | 1   | 2 | 0 | 1 | 1 | 1  | 4  | -3   |

| 27 juin   | Argentine | 1 | 1 | Pérou    |
| 2 juillet | Argentine | 3 | 0 | Équateur |

| 27 juin 1987 | Argentine    | 1 – 1 | Pérou     | Stade Monumental (Buenos Aires)                      |                                                      |
| | Maradona 47e | (0 - 0) | Reyna 59e | Spectateurs : 40 000 Arbitrage : Armando Pérez Hoyos | Spectateurs : 40 000 Arbitrage : Armando Pérez Hoyos |
| Islas - Cuciuffo, Brown, Ruggeri, Olarticoechea - Giusti, Batista ( 68e), Alfaro ( 79e Díaz), Tapia ( 64e Caniggia) - Maradona, Percudani | Équipes      | González Ganoza - Rojas, Olaechea, Requena, Vázquez - Reyna, Chirinos, Martínez ( 66e La Rosa), Uribe ( 68e) - Navarro, Hirano ( 87e Del Solar) |           | Spectateurs : 40 000 Arbitrage : Armando Pérez Hoyos | Spectateurs : 40 000 Arbitrage : Armando Pérez Hoyos |

| 2 juillet 1987 | Argentine                               | 3 – 0 | Équateur | Stade Monumental (Buenos Aires)                       |                                                       |
| | Caniggia 50e · Maradona 67e (pen.), 85e | (0 - 0) |          | Spectateurs : 30 000 Arbitrage : Romualdo Arppi Filho | Spectateurs : 30 000 Arbitrage : Romualdo Arppi Filho |
| Islas - Cuciuffo, Brown, Ruggeri, Olarticoechea - Giusti, Díaz ( 80e Siviski), Alfaro ( 46e Caniggia), Tapia - Maradona, Percudani | Équipes                                 | Morales - Mosquera, Macías, Fajardo, Capurro - Marín ( 57e Baldeón), Vega, Vásquez, Cuvi - Quiñónez, Avilés ( 42e Mera) |          | Spectateurs : 30 000 Arbitrage : Romualdo Arppi Filho | Spectateurs : 30 000 Arbitrage : Romualdo Arppi Filho |

### Demi-finale
| 9 juillet 1987 | Uruguay       | 1 – 0 | Argentine | Stade Monumental (Buenos Aires)                        |                                                        |
| | Alzamendi 43e | (1 - 0) |           | Spectateurs : 75 000 Arbitrage : Elías Jácome Guerrero | Spectateurs : 75 000 Arbitrage : Elías Jácome Guerrero |
| Pereira - Domínguez, Gutiérrez, Trasante, Pintos Saldaña - Matosas, Perdomo, Bengoechea ( 80e Peña) - Alzamendi, Francescoli, Sosa ( 77e Da Silva) | Équipes       | Islas - Cuciuffo ( 77e Alfaro), Brown, Ruggeri, Olarticoechea - Giusti, Batista, Maradona, Tapia - Caniggia, Percudani ( 46e Funes) |           | Spectateurs : 75 000 Arbitrage : Elías Jácome Guerrero | Spectateurs : 75 000 Arbitrage : Elías Jácome Guerrero |

### Match pour la troisième place
| 11 juillet 1987 | Colombie               | 2 – 1 | Argentine    | Stade Monumental (Buenos Aires)                  |                                                  |
| | Gómez 8e · Galeano 27e | (2 - 0) | Caniggia 86e | Spectateurs : 15 000 Arbitrage : Bernardo Corujo | Spectateurs : 15 000 Arbitrage : Bernardo Corujo |
| Higuita - Herrera, Perea, Molina, Hoyos - Álvarez, Coll, Valderrama, Redín ( 87e Escobar) - Gómez ( 46e De Ávila), Galeano | Équipes                | Islas - Cuciuffo, Brown, Ruggeri, Olarticoechea - Giusti, Batista, Maradona, Tapia ( 46e Alfaro) - Caniggia, Percudani ( 46e Funes) |              | Spectateurs : 15 000 Arbitrage : Bernardo Corujo | Spectateurs : 15 000 Arbitrage : Bernardo Corujo |

## Effectif
Sélectionneur : Carlos Bilardo
| No. | Pos.      | Joueur                 | Date de naissance et âge | Sélec. | Club               |
| --- | --------- | ---------------------- | ------------------------ | ------ | ------------------ |
| 1   | Attaquant | Roque Alfaro           | 15 août 1956             |        | River Plate        |
| 2   | Milieu    | Sergio Batista         | 9 novembre 1962          |        | Argentinos Juniors |
| 3   | Attaquant | Claudio Caniggia       | 9 janvier 1967           |        | River Plate        |
| 4   | Attaquant | Oscar Dertycia         | 3 mars 1965              |        | Instituto Córdoba  |
| 5   | Défenseur | José Luis Brown        | 10 novembre 1956         |        | Brest              |
| 6   | Défenseur | Hernán Díaz            | 26 février 1965          |        | Rosario Central    |
| 7   | Attaquant | Juan Gilberto Funes    | 8 mars 1963              |        | River Plate        |
| 8   | Milieu    | Oscar Acosta           | 18 octobre 1964          |        | Ferro Carril Oeste |
| 9   | Défenseur | José Luis Cuciuffo     | 1er février 1961         |        | Vélez Sársfield    |
| 10  | Milieu    | Diego Maradona         | 30 octobre 1960          |        | SSC Napoli         |
| 11  | Attaquant | José Alberto Percudani | 26 mars 1965             |        | Independiente      |
| 12  | Milieu    | Darío Siviski          | 20 décembre 1962         |        | San Lorenzo        |
| 13  | Défenseur | Oscar Garré            | 9 décembre 1956          |        | Ferro Carril Oeste |
| 14  | Milieu    | Ricardo Giusti         | 11 décembre 1956         |        | Independiente      |
| 15  | Gardien   | Luis Islas             | 25 décembre 1965         |        | Independiente      |
| 16  | Défenseur | Julio Olarticoechea    | 8 octobre 1958           |        | Argentinos Juniors |
| 17  | Attaquant | Pedro Pasculli         | 17 mai 1960              |        | Lecce              |
| 18  | Gardien   | Sergio Goycoechea      | 17 octobre 1963          |        | River Plate        |
| 19  | Défenseur | Oscar Ruggeri          | 26 janvier 1962          |        | River Plate        |
| 20  | Milieu    | Carlos Tapia           | 20 août 1962             |        | Boca Juniors       |
| 21  | Défenseur | Jorge Theiler          | 12 mai 1964              |        | Newell's Old Boys  |
| 22  | Gardien   | Jorge Bartero          | 28 octobre 1957          |        | Vélez Sársfield    |

## Navigation